# Lipovac (Aleksinac)
Pour les articles homonymes, voir Lipovac.
Lipovac (en serbe cyrillique : Липовац) est un village de Serbie situé dans la municipalité d'Aleksinac, district de Nišava. Au recensement de 2011, il comptait 339 habitants.

## Présentation
Lipovac est situé sur les monts Ozren. Le village est célèbre pour son monastère, fondé en 1399, par Stefan Lazarević. À proximité du monastère se trouvent les ruines de la forteresse romaine puis serbe de la ville médiévale de Lipovac. Le village possède un centre de repos pour enfants construit en 1930 par le roi Alexandre Ier de Yougoslavie.

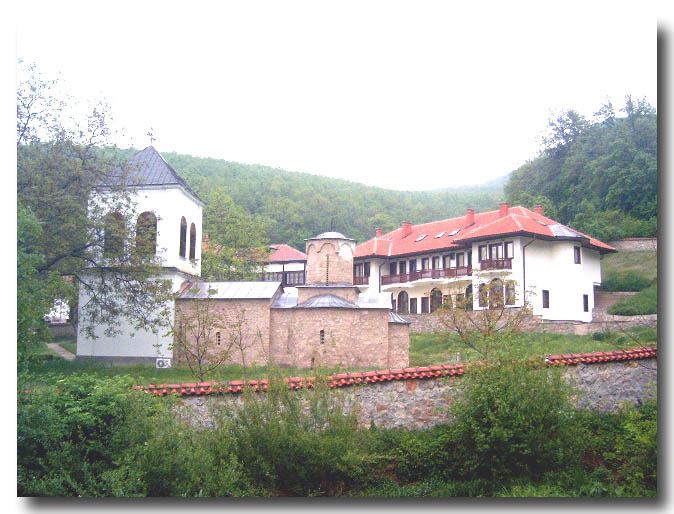
Le monastère de Lipovac
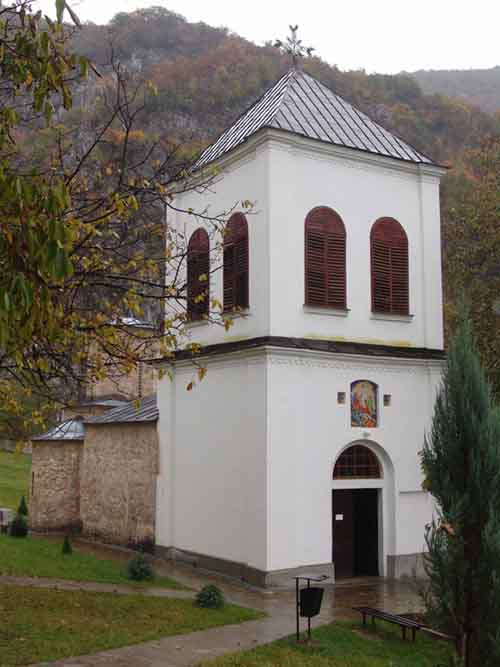
Le monastère de Lipovac

## Démographie
| 1948 | 1953 | 1961 | 1971 | 1981 | 1991 | 2002 | 2011 |
| ---- | ---- | ---- | ---- | ---- | ---- | ---- | ---- |
| 881  | 896  | 787  | 641  | 606  | 539  | 418  | 339  |

|  |